# Blauwe neon
De blauwe neon (Paracheirodon simulans) is een tropische vis die ook als aquariumvis gehouden wordt. Hij behoort tot de onderfamilie Tetragonopterinae uit de familie Characidae (karperzalmen). Hij komt oorspronkelijk uit Zuid-Amerika.